# Liste des cours d'eau du Sergipe
Liste des principaux cours d'eau de l'État du Sergipe, au Brésil.
- Rio Capivara
- Rio Cágado
- Rio Campanha

- Rio Ganhamoroba

- Rio Jacarecica
- Rio Jacaré
- Rio Jacoca
- Rio Japaratuba

- Rio Lages

- Rio Parnamirim
- Rio Piauí
- Rio Pitanga
- Rio Pomomba
- Rio Poxim

- Rio Real

- Rio Salgado
- Rio São Francisco
- Rio Sergipe
- Rio Sovacão

- Rio Vaza-Barris
- Rio Vermelho